# Associação Promotora da Instrução dos Macaenses
A Associação Promotora da Instrução dos Macaenses (em chinês: 澳門土生教育協會; sigla: APIM) MHIP é uma instituição de utilidade pública, de matriz portuguesa e macaense, que tem por objectivo promover a educação integral da juventude de Macau. Fundada no dia 17 de Setembro de 1871, esta associação cultural e educativa tem a sua sede em Macau.

## Objectivos e actividades
Segundo o artigo segundo dos seus estatutos, revistos em 1998, os principais objectivos e atribuições da APIM são:
- promover a educação integral da juventude de Macau;
- participar na fundação e gestão da Escola Portuguesa de Macau;
- difundir as línguas e culturas portuguesas e chinesas;
- promover a realização de cursos extracurriculares e de formação artística e técnico-profissional;
- manter uma cantina escolar;
- oferecer material escolar e desportivo aos estudantes mais pobres;
- conceder bolsas de estudo e prémios escolares.

Tentanto cumprir o seu propósito de existência, a APIM desenvolve uma variedade de acções culturais e educativas em Macau, nomeadamente as seguintes: 
- gestão e manutenção do "Jardim de Infância D. José da Costa Nunes";[2]
- participa, juntamente com outras associações e entidades, na gestão da Escola Portuguesa de Macau;[1]
- participa, juntamente com outras associações e entidades, na organização dos Encontro das Comunidades Macaenses, um grande evento trianual onde se junta macaenses de Macau e da diáspora para discutir medidas de preservação da identidade e cultura macaenses, partilhar memórias, revisitar Macau e conviver com velhos amigos;[3]
- publicação e edição de livros, tais como:[4]
  - "Duas Instituições Macaenses", de João Guedes e José Silveira Machado, sobre a história da APIM e da Escola Comercial Pedro Nolasco (1998);
  - "Templos, Lendas e Rituais - Macau", de Leonel Barros (2003);
  - "Memórias Náuticas - Macau", de Leonel Barros (2003);
  - "Tradições Populares de Macau", de Leonel Barros (2004);
  - "À Mesa da Diáspora", de Cecília Jorge (2004);
  - ""The Thunders" de Macau" (CD com um "booklet" da autoria de Cecília Jorge; 2004);
  - "Memórias do Oriente em Guerra - Macau", de Leonel Barros (2006);
  - "Homens Ilustres e Benfeitores de Macau", de Leonel Barros (2007);
  - "O meu Livro de Cozinha", de Maria João Salvador dos Santos Ferreira (2007);
  - "Diaspora Macaense to California", de António M. Pacheco Jorge da Silva (2009);
  - "Igrejas de Macau e Cerimónias Religiosas", de Leonel Barros (2010);
  - "Os três Encontros das Comunidades Macaenses sob os auspícios da RAEM" (2010).

A APIM é um membro associado da Associação das Universidades de Língua Portuguesa (AULP).

## História
Em 1870, o Governo de Portugal decidiu expulsar todos os professores estrangeiros das escolas católicas que operavam no Império Português. Esta decisão afectou seriamente a educação portuguesa em Macau, já que o único estabelecimento ocidental de ensino que funcionava bem naquela altura era o Seminário de São José, cujos professores eram maioritariamente jesuítas estrangeiros. Apesar dos protestos dos cidadãos de Macau, esta decisão foi aplicada e o Seminário foi profundamente reestruturado. No dia 17 de Setembro de 1871, para minimizar esta tragédia, um grupo de 19 cidadãos lusófonos ricos e influentes de Macau, nomeadamente Pedro Nolasco da Silva, decidiram formalizar, por escritura pública, uma sociedade por quotas de matriz portuguesa vocacionada para o desenvolvimento da educação local. Desta iniciativa nasceu a Associação Promotora da Instrução dos Macaenses (APIM), sendo um dos seus objectivos iniciais a instituição de um estabelecimento de ensino, centrado no sector do comércio, que permitisse aos macaenses e outros residentes de Macau ocuparem cargos importantes na função pública ou em empresas de Hong Kong e Xangai.
Depois de ultrapassar várias dificuldades, no dia 8 de Janeiro de 1878, o tão desejado estabelecimento de ensino entrou finalmente em funções e foi designado de Escola Comercial. Mais tarde, reconhecendo a grande colaboração e esforço de Pedro Nolasco da Silva na criação desta escola, ela passou a ser chamada de Escola Comercial Pedro Nolasco. Para além da Escola Comercial, o APIM também financiou durante algum tempo o Liceu de Macau. Apesar de ter enfrentado várias dificuldades financeiras, a APIM conseguiu manter o funcionamento da sua Escola Comercial. Esta centenária escola deixou de existir em 1998, com a criação da Escola Portuguesa de Macau. Actualmente, a APIM participa na gestão da Escola Portuguesa de Macau, sendo um dos membros da Fundação Escola Portuguesa de Macau, que é proprietária da escola.
Vários ilustres macaenses e portugueses foram presidentes, dirigentes, sócios ou colaboradores da Associação Promotora da Instrução dos Macaenses, como por exemplo Henrique de Senna Fernandes, José Manuel de Oliveira Rodrigues, Joaquim Morais Alves, Delfino José Rodrigues Ribeiro e Pedro Nolasco da Silva.
A 1 de Junho de 1998 foi feita Membro-Honorário da Ordem da Instrução Pública.